# Biełopolje (obwód saratowski)
Biełopolje (ros. Белополье) – wieś (sieło) w Rosji, w obwodzie saratowskim, w rejonie sowieckim. W 2010 liczyła 125 mieszkańców.